# Rocher du Douanier
Der Rocher du Douanier (französisch für Zollbeamtenfelsen), auch bekannt als Douanier Rock, ist eine kleine und felsige Insel vor der Küste des ostantarktischen Adélielands. Sie liegt unmittelbar östlich des Point Alden, der das Adélieland von der Georg-V.-Küste trennt.
Teilnehmer einer von 1949 bis 1951 dauernden französischen Antarktisexpedition unter André-Franck Liotard (1905–1982) entdeckten die Insel und gaben ihr den allegorischen Namen in Anlehnung an ihre geografische Lage.